# Göllnitz
Göllnitz es un municipio situado en el distrito de Altenburger Land, en el estado federado de Turingia (Alemania), a una altitud de 245 metros. Su población a finales de 2016 era de unos 320 habitantes y su densidad poblacional, 64 hab/km².
Dentro del distrito, el municipio está asociado a la mancomunidad (Verwaltungsgemeinschaft) de Rositz, cuya capital es Rositz. En su territorio se incluyen las pedanías de Kertschütz, Schwanditz y Zschöpperitz, antiguos municipios que se incorporaron al término municipal de Göllnitz entre 1950 y 1973.
El pueblo es de origen medieval y su iglesia data del siglo XIII. Hasta la unificación de Turingia en 1920, la localidad pertenecía al ducado de Sajonia-Altemburgo.